# アライソ渓谷ガス漏れ事故
アライソ渓谷ガス漏れ事故（アライソけいこくガスもれじこ、またはポーターランチガス漏れ事故（ポーターランチガスもれじこ））は、アメリカ合衆国カリフォルニア州ロサンゼルス郊外にあるポーターランチの天然ガスの貯蔵施設で2015年10月23日 (UTC) に発生したガス漏れ事故である。
貯蔵施設を管理していた南カリフォルニアガス (Southern California Gas Company, SoCalGas) は付近住民からの民事訴訟およびカリフォルニア郡からの刑事告発を受けている（後述）。
漏出量は1日平均1,300トン近くメタンガスが放出されていたと考えられている。また、2016年1月2日までの総漏出量は7万3000トン、温室効果は二酸化炭素の600万トン分、25倍に相当するとされている。
以下、時系列の表記は全て世界標準時 (UTC)とする。

## 漏出原因
周辺住民から悪臭の苦情が相次ぎ、調査の結果地下にあるガス貯蔵施設からガスが流出していることが発覚した。
この貯蔵施設はテキサス、アメリカ中西部、ロッキー山脈などからパイプラインによって運ばれてきたガスを貯蔵している施設で、1970年代に放棄された油田を利用しており、約262億立方メートル（860億立方フィート）の貯蔵規模で、アメリカ合衆国でも第2位の貯蔵量を持っている。流出の原因となったのは貯蔵施設に繋がる直径約18センチメートル（7インチ）のパイプが深さ約2,600メートル（8,750フィート）地点で破損したことによるものである。

## 地域への影響
地元住民は頭痛、吐き気、鼻血などの影響を訴えていることが報告されており、2015年12月25日時点で既に2,200世帯が一時避難を完了したが、同日における避難希望者は推定4,000から5,000世帯に達していると見られた。
連邦航空局は2015年12月15日、事故が発生した上空を2016年3月まで飛行禁止とすることを宣言した。また、ロサンゼルス郡は2016年1月6日に非常事態宣言を行うに至った。
地元の保健当局は、長期的なガス流出により空気中に拡散された化学物質が原因となって住民の健康問題に発展する可能性を示唆した。これらの空気中に拡散している化学物質のいくつかは発がん性物質であり、汚染物質が遠方に拡散することで長期的な影響を及ぼす可能性がある。

## 流出源の閉鎖
2010年メキシコ湾原油流出事故で原油流出を止めた専門家も招集されたが、破損部分の修復には数か月を要するとみられた。
最初は塩水などの比重の重い液体を注ぐことで流出元を塞ぐことを試したが、この試みは失敗した。2015年12月初旬には1本目の閉鎖弁を破損部分に到達させる掘削工事が開始され、苑当時は2016年2月24日までに完了すると推定されていた。2本目の閉鎖弁の破損部分への到達は、計画を担当したSoCalGasでは2016年3月末を見込んでいた。
2016年2月18日、州政府関係者が流出源の閉鎖を完了し、恒久的に事故の影響がなくなったことを発表した。

## 処分と訴訟
貯蔵施設を管理していた南カリフォルニアガスは2015年12月24日にカリフォルニア州最高裁判所により流出ガスの軽減および住民の一時的な避難計画を実施することを命じられた。
2016年1月には南カリフォルニアガスは流出した天然ガスを焼却処分する許可をカリフォルニア州規制当局に求めたが、当局は安全性に配慮し反対した。
2015年11月23日には、流出ガスの影響を避け避難していた住人の一部により、放出されるガスの健康上のリスクに関する情報の開示、および損害賠償を求めてロサンゼルス上級裁判所へ訴訟を起こした。
2016年2月2日にはロサンゼルス郡が流出事故を引き起こした南カリフォルニアガスを刑事告発した。住民の健康と安全を害したこと、有害物質の放出により公害について定められた法を犯したことなどの違法操業状態に関する罪状、およびガス漏れが発生した2015年10月23日以降から起算し1日2万5,000ドルの罰金へ繋がる可能性がある。
この事故に関する顛末は2016年2月現在、アメリカ合衆国史上最大のガス漏れ事故として多くの専門家などに頻繁に引用されている。